# Без вести пропавшие
«Без вести пропавшие» (англ. Missing in Action) — кинофильм 1984 года режиссёра Джозефа Зито с Чаком Норрисом в главной роли.

## Сюжет
Полковник Брэддок, сбежавший из вьетнамского лагеря для военнопленных 10 лет назад, возвращается во Вьетнам, чтобы найти американских солдат, числящихся пропавшими без вести в бою во время Вьетнамской войны.